# 呂和 (弘治進士)
呂和（1469年—？），字克中，浙江寧波府鄞縣人，明朝政治人物。

## 生平
弘治十一年（1498年）戊午科浙江鄉試第六十九名舉人，十二年（1499年）聯捷己未科進士。授臨淮縣知縣，升刑部主事、署員外郎，正德六年（1511年）七月出為山東按察司僉事，因被長清縣知縣劉儒誣告下詔獄。後來平反，十一年（1516年）十月遷陝西副使。十六年（1521年）七月官至四川按察使。

## 家族
曾祖吕觀；祖吕貴倫；父吕球。母张氏。严侍下。